# Snowboard-Juniorenweltmeisterschaften 2024
Die 28. Snowboard-Juniorenweltmeisterschaften fanden vom 22. bis zum 24. März im Lachtal mit den Paralleldisziplinen Parallelslalom und Parallel-Riesenslalom sowie einem Mixed-Wettbewerb, sowie vom 24. bis zum 30. März in Livigno bzw. Mottolino in den Disziplinen Slopestyle und Big Air. Die Wettkämpfe im Snowboardcross fanden vom 3. bis zum 7. April 2024 in Gudauri statt.

## Medaillenspiegel
| Platz  | Land                   | Gold | Silber | Bronze | Gesamt |
| ------ | ---------------------- | ---- | ------ | ------ | ------ |
| 1      | Deutschland            | 3    | –      | –      | 3      |
| 2      | Frankreich             | 2    | 3      | 1      | 6      |
| 3      | Vereinigte Staaten     | 2    | 1      | 1      | 4      |
| 4      | Kanada                 | 2    | –      | 1      | 3      |
| 5      | Bulgarien              | 1    | 2      | 2      | 5      |
| 6      | Tschechien             | 1    | 1      | –      | 2      |
| 7      | Neuseeland             | 1    | –      | –      | 1      |
| 8      | Schweiz                | –    | 2      | 1      | 1      |
| 9      | Japan                  | –    | 2      | –      | 2      |
| 10     | Polen                  | –    | 1      | –      | 1      |
| 11     | Italien                | –    | –      | 2      | 2      |
| 13     | Australien             | –    | –      | 1      | 1      |
| 13     | Österreich             | –    | –      | 1      | 1      |
| 13     | Slowakei               | –    | –      | 1      | 1      |
| 13     | Vereinigtes Königreich | –    | –      | 1      | 1      |
| Gesamt | Gesamt                 | 11   | 11     | 11     | 33     |

## Ergebnisse Frauen

### Parallelslalom
| Platz | Land        | Sportlerin           |
| ----- | ----------- | -------------------- |
| 1     | Kanada      | Aurelie Moisan       |
| 2     | Tschechien  | Adela Keclikova      |
| 3     | Österreich  | Marie Gams           |
| 4     | Deutschland | Salome Jansing       |
| 5     | Ukraine     | Eleonora Pavliuk     |
| 6     | Polen       | Weronika Dawidek     |
| 7     | Japan       | Hinano Oshima        |
| 8     | Schweiz     | Xenia von Siebenthal |

Datum: 23. März 2024 im Lachtal.

### Parallel-Riesenslalom
| Platz | Land        | Sportlerin           |
| ----- | ----------- | -------------------- |
| 1     | Kanada      | Aurelie Moisan       |
| 2     | Polen       | Weronika Dawidek     |
| 3     | Schweiz     | Xenia von Siebenthal |
| 4     | Österreich  | Marie Gams           |
| 5     | Ukraine     | Eleonora Pavliuk     |
| 6     | Italien     | Giorgia Carnevali    |
| 7     | Deutschland | Yuna Taniguchi       |
| 8     | Deutschland | Mathilda Scheid      |

Datum: 22. März 2024 im Lachtal.

### Snowboardcross
| Platz | Land       | Sportlerin                 |
| ----- | ---------- | -------------------------- |
| 1     | Frankreich | Léa Casta                  |
| 2     | Schweiz    | Noémie Wiedmer             |
| 3     | Italien    | Lisa Francesia Boirai      |
| 4     | Frankreich | Zoe Colombier              |
| 5     | Frankreich | Maja-Li Iafrate Danielsson |
| 6     | Tschechien | Karolina Hrusova           |
| 7     | Slowakei   | Sara Pitonakova            |
| 8     | Frankreich | Camille Poulat             |

Datum: 6. April 2024 in Gudauri

### Slopestyle
| Platz | Land                   | Sportler           | Punkte |
| ----- | ---------------------- | ------------------ | ------ |
| 1     | Tschechien             | Laura Záveská      | 89,00  |
| 2     | Japan                  | Yura Murase        | 85,66  |
| 3     | Vereinigte Staaten     | Rebecca Flynn      | 83,66  |
| 4     | Kanada                 | Amalia Pelchat     | 69,66  |
| 5     | Vereinigte Staaten     | Lily Dhawornvej    | 62,33  |
| 6     | Niederlande            | Demi van Griensven | 57,66  |
| 7     | Vereinigtes Königreich | Emily Rothney      | 56,66  |
| 8     | Japan                  | Momo Suzuki        | 53,33  |

Datum: 26. März 2024 in Livigno-Mottolino

### Big Air
| Platz | Land                   | Sportler           | Punkte |
| ----- | ---------------------- | ------------------ | ------ |
| 1     | Vereinigte Staaten     | Rebecca Flynn      | 9266   |
| 2     | Japan                  | Momo Suzuki        | 90,66  |
| 3     | Vereinigtes Königreich | Emily Rothney      | 88,66  |
| 4     | Österreich             | Selin Lakatha      | 83,66  |
| 5     | Niederlande            | Demi van Griensven | 77,00  |
| 6     | Vereinigte Staaten     | Lily Dhawornvej    | 67,66  |
| 7     | Kanada                 | Amalia Pelchat     | 65,33  |
| 8     | Japan                  | Yura Murase        | 59,33  |

Datum: 30. März 2024 in Livigno-Mottolino

## Ergebnisse Männer

### Parallelslalom
| Platz | Land       | Sportler            |
| ----- | ---------- | ------------------- |
| 1     | Bulgarien  | Kristian Georgiev   |
| 2     | Bulgarien  | Terwel Samfirow     |
| 3     | Bulgarien  | Petar Gregyovski    |
| 4     | Italien    | Mike Santuari       |
| 5     | Italien    | Tommy Rabanser      |
| 6     | Tschechien | Krystof Minarik     |
| 7     | Bulgarien  | Alexander Krashniak |
| 8     | Österreich | Joachim Gravogl     |

Datum: 23. März 2024 im Lachtal.

### Parallel-Riesenslalom
| Platz | Land        | Sportlerin          |
| ----- | ----------- | ------------------- |
| 1     | Deutschland | Samuel Vojtasek     |
| 2     | Bulgarien   | Terwel Samfirow     |
| 3     | Bulgarien   | Petar Gregyovski    |
| 4     | Bulgarien   | Kristian Georgiev   |
| 5     | Bulgarien   | Alexander Krashniak |
| 6     | Italien     | Tommy Rabanser      |
| 7     | Japan       | Shin Takekawa       |
| 8     | Italien     | Elias Zimmerhofer   |

Datum: 22. März 2024 im Lachtal.

### Snowboardcross
| Platz | Land        | Sportler        |
| ----- | ----------- | --------------- |
| 1     | Deutschland | Leon Ulbricht   |
| 2     | Frankreich  | Julien Tomas    |
| 3     | Frankreich  | Aïdan Chollet   |
| 4     | Slowakei    | Samuel Sakal    |
| 5     | Niederlande | Daan Stam       |
| 6     | Tschechien  | Matyas Turinsky |
| 7     | Japan       | Kota Sakurai    |
| 8     | Frankreich  | Jonas Chollet   |

Datum: 6. April 2024 in Gudauri

### Slopestyle
| Platz | Land               | Sportler          | Punkte |
| ----- | ------------------ | ----------------- | ------ |
| 1     | Vereinigte Staaten | Brooklyn Depriest | 91,00  |
| 2     | Frankreich         | Romain Allemand   | 89,00  |
| 3     | Neuseeland         | Rocco Jamieson    | 87,00  |
| 4     | Finnland           | Pyry Posio        | 82,66  |
| 5     | Kanada             | Eli Bouchard      | 78,00  |
| 6     | Japan              | Kaito Ichinose    | 72,33  |
| 7     | Neuseeland         | Txema Mazet Brown | 69,00  |
| 8     | Finnland           | Erik Jurmu        | 67,00  |

Datum: 26. März 2024 in Livigno-Mottolino

### Big Air
| Platz | Land       | Sportler               | Punkte |
| ----- | ---------- | ---------------------- | ------ |
| 1     | Neuseeland | Txema Mazet Brown      | 95,00  |
| 2     | Schweiz    | Elias Lehner           | 94,33  |
| 3     | Kanada     | Eli Bouchard           | 91,66  |
| 4     | Japan      | Hanato Minamiya        | 91,33  |
| 5     | Frankreich | Romain Allemand        | 91,00  |
| 6     | Frankreich | Luca Merimee Mantovani | 88,66  |
| 7     | Neuseeland | Rocco Jamieson         | 87,66  |
| 8     | Ukraine    | Dmytro Luchkin         | 84,66  |

Datum: 30. März 2024 in Livigno-Mottolino

## Ergebnisse Mixed

### Parallel-Team
| Platz | Land               | Sportler/in                        |
| ----- | ------------------ | ---------------------------------- |
| 1     | Deutschland 1      | Benedikt Riel Salome Jansing       |
| 2     | Vereinigte Staaten | Walker Overstake Grace Domino      |
| 3     | Italien            | Mike Santuari Fabiana Fachin       |
| 4     | Ukraine            | Mykhailo Kabaliuk Eleonora Pavliuk |

Datum: 24. März 2024 im Lachtal.

### Snowboardcross-Team
| Platz | Land         | Sportler/in                      |
| ----- | ------------ | -------------------------------- |
| 1     | Frankreich 1 | Julien Tomas Léa Casta           |
| 2     | Frankreich 2 | Aïdan Chollet Zoe Colombier      |
| 3     | Slowakei 1   | Samuel Sakal Sara Pitonakova     |
| 4     | Tschechien 1 | Matyas Turinsky Karolina Hrusova |

Datum: 7. April 2024 in Gudauri